# Alberto Montt
Alberto José Montt Moscoso (Quito, Equador, 22 de dezembro de 1972) é um desenhista chileno conhecido por seu blog Dosis diarias, no qual publica cartuns desde 2006.
Ele nasceu no Equador, filho do chileno Alberto Montt e da equatoriana Consuelo Moscoso. Estudou desenho gráfico e artes plásticas em Quito. Após terminar a graduação, criou uma empresa de desenho e publicou seus trabalhos nas revistas Gastión, Diners Club e no suplemento "La pandilla" do jornal equatoriano El Comercio.
Em 1998 se mudou para Santiago, onde passou a colaborar o com jornal El Mercurio. Depois, também trabalhou para as revistas Qué Pasa, Capital e Blank, além de ilustrar diversos livros infantis.
Entre os livros de ilustrações que publicou, encontram-se: Para ver y no creer (2001), En dosis diarias (2008), ¡Mecachendié! (2012) e El código de la amistad de Chuvas Regal (2012).
Em 2010 foi indicado ao Premio Altazor na cateogoria "desenho gráfico e ilustração" por sua colaboração no livro Recetas al pie de la letra. Em 2011, a Deutsche Welle lhe concedeu o prêmio The BOBs como "melhor weblog em español", pelo Dosis diarias. Em 2013, ganhou o Troféu HQ Mix de "destaque latino-americano" por seu livro de coletâneas En Dosis Diarias 2, publicado no ano anterior.